# Jewno Azef
Jewno Fiszelewicz Azef, ros. Евно Фишелевич Азеф (ur. październik 1869 w Łyskowie w obwodzie brzeskim, zm. 24 kwietnia 1918 w Berlinie) – przywódca rosyjskiej organizacji bojowej eserów, zamachowiec, a jednocześnie wieloletni agent Ochrany.

## Życiorys
Był synem ubogich Żydów, ojciec Azefa zmarł przed jego narodzinami. W 1874 wraz z rodziną przeniósł się spod Grodna do Rostowa nad Donem, gdzie uczęszczał do szkoły. Będąc pomocnikiem kupca zbożowego, ukradł mu 800 rubli w 1892 r. i uciekł do Niemiec, najpierw do Karlsruhe, później do Darmstadtu, gdzie studiował elektrotechnikę. W tym okresie współpracował z kółkiem socjaldemokratycznym, a także rozpoczął tajną pracę dla carskiej Ochrany. W roku 1899 został członkiem partii socjalistów-rewolucjonistów i przeniósł się do Rosji. Od tego czasu dostarczał policji politycznej wiele cennych informacji, wydając niektórych działaczy partyjnych. Jednocześnie był aktywnym rewolucjonistą, członkiem Komitetu Centralnego Partii Socjalistów Rewolucjonistów, a w 1903 roku zastąpił Grigorija Gerszuniego (którego nota bene wydał Ochranie) na stanowisku szefa Organizacji Bojowej eserów. W tym charakterze przygotowywał liczne zamachy, wiele z nich było udanych, w tym między innymi na wielkiego księcia Sergiusza, ministra spraw wewnętrznych generała Wiaczesława Plehwe (w 1904 r.) i Gieorgija Gapona (w 1906 r.).
Zdemaskowany został w 1908 roku przez Włodzimierza Burcewa, dziennikarza związanego z kręgami rewolucjonistów. Początkowo środowisko eserowców nie wierzyło w zarzuty, tym bardziej, że brak było wyraźnych dowodów.
Świadkiem koronnym przeciwko Azefowi stał się niespodziewanie szef departamentu policji Aleksiej Łopuchin, który został skazany w 1909 roku za ten czyn na 5 lat katorgi (wyrok zamieniony na zsyłkę na Syberię, po 3 latach ułaskawiony).
Niemal natychmiast Jewno Azef zbiegł do Paryża. Na stałe osiadł w Berlinie, gdzie ukrywał się pod przybranym nazwiskiem. Po wybuchu I wojny światowej zdemaskowany i uwięziony jako terrorysta potencjalnie zagrażający Niemcom. Został uwolniony w grudniu 1917 r.

## Literatura
- Pevsner, G. La Doppia Vita di Evno Azev (1869-1918). Milano: Mondadori. 1936. 315 S.
- Aleksander Michałowicz Romanow, Byłem wielkim księciem, Studio Wydawnicze Unikat, Białystok 2004.